# Васильев, Михаил Дмитриевич
Михаил Дмитриевич Васильев (по сцене Васильев 3-й; (6 [18] ноября 1850 — 1897, Санкт-Петербург) — русский оперный певец (драматический тенор).

## Биография
Родился в семье дьякона. Служил церковным певчим в Харькове.
Переехав в Петербург, стал заниматься вокалом у М. М. Милорадович.
В 1875—1880 выступал в Киеве. Весной 1880 дебютировал в партии Герцога («Риголетто») в петербургском Мариинском театре, где пел до 1897 года с небольшим перерывом: 1893—97 гг. провел в выступлениях по другим городам, в том числе возвращался в Киевскую оперу. Современники особо подчеркивают не его сценические образы, а технику вокала: красивый голос, широкий диапазон — с легкостью брал предельные ноты верхнего регистра.
Оперные партии: Андрий, 1-й исполнитель («Тарас Бульба» В. Кюнера), Щегол («Горюша»), Карл VII («Орлеанская дева»), Русский пленник («Кавказский пленник»), Гарольд («Гарольд»), Княжич Юрий («Чародейка»), Владимир Игоревич («Князь Игорь»), Берендей («Снегурочка»), Князь («Тамара»); Андрей («Мазепа» П. Чайковского); Хозе («Кармен»); Собинин, Баян, Финн, Князь («Русалка» А. Даргомыжского), Синодал, Руальд, Ахиор; Альмавива ("Севильский цирюльник Дж. Россини), Фауст («Фауст»), Рауль («Гугеноты»), Фентон Каюс («Фальстаф»), Радамес, Лоэнгрин.